# José Manuel Sierra
Pour les articles homonymes, voir Sierra.
Ne doit pas être confondu avec Manuel Sierra.
José Manuel Sierra Méndez, né le 21 mai 1978 à Moguer, est un joueur de handball espagnol qui joue au poste de gardien de but. Il est notamment Champion du monde en 2013

## Biographie
Formé au BM Pedro Alonso Niño Moguer, il rejoint à 18 ans le FC Barcelone. Troisième gardien derrière David Barrufet et Tomas Svensson, il ouvre son palmarès avec trois Ligues des champions et quatre Championnats d'Espagne, mais sans rôle majeur dans ces performances.
En dehors de la saison 2003-2004 passée à BM Ciudad Real aux côtés de José Javier Hombrados, c'est surtout au BM Valladolid où il évolue pendant 11 saisons qu'il se fait remarquer. Avec Valladolid, il remporte notamment la Coupe d'Europe des vainqueurs de coupe en 2009.
À la suite de la crise financière qui touche le handball en Espagne, il est un des nombreux joueurs recrutés en 2012 par le nouveau Paris Saint-Germain Handball. En deux saisons à Paris où il partage le poste avec Patrice Annonay, il devient Champion de France en 2013 puis remporte la Coupe de France en 2014. Dans le même temps, il devient Champion du monde en 2013 puis remporte la médaille de bronze au Championnat d'Europe 2014 avec l'équipe d'Espagne.
En 2014, il prend la direction du club hongrois du SC Pick Szeged où il accumule les places d'honneurs derrière le Veszprém KSE avant de remporter le Championnat de Hongrie en 2018. Entre-temps, sa signature pour le Saran Loiret Handball est annoncée et, malgré la relégation du club en Division 2, il retrouve à Saran un autre champion du monde espagnol, Chema Rodriguez.
En 2021, il met un terme à sa carrière de joueur pour devenir le futur adjoint d'Alberto Entrerríos au Limoges Handball.

## Palmarès

### En club
Compétitions internationales
- Vainqueur de la Ligues des champions (C1) (3) : 1998, 1999 et 2000
- Vainqueur de la Coupe des Coupes (C2) (1) : 2009
- Vainqueur de la Supercoupe d'Europe (3) : 1997, 1998 et 1999

Compétitions nationales
- Vainqueur du Championnat d'Espagne (5) : 1997, 1998, 1999, 2000 et 2004
- Vainqueur de la Coupe du Roi (5) : 1997, 1998, 2000, 2005 et 2006
- Vainqueur de la Supercoupe d'Espagne (3) : 1996-97, 1997-98 et 1999-2000
- Vainqueur de la Coupe ASOBAL (3) : 2000, 2003 et 2004
- Vainqueur du Championnat de France (1) : 2013
  - Deuxième en 2014
- Vainqueur de la Coupe de France (1) : 2014
  - Finaliste en 2013
- Vainqueur du Championnat de Hongrie (1) : 2018
  - Deuxième en 2015, 2016, 2017
- Finaliste de la Coupe de Hongrie (4) : 2015, 2016, 2017, 2018

### Sélection
Championnats du monde
- Médaille d'or au Championnat du monde 2013,  Espagne
- 4e place au Championnat du monde 2015,  Qatar

Championnats d'Europe
- 4e place au Championnat d'Europe 2012, Serbie
- Médaille de bronze au Championnat d'Europe 2014,  Danemark

Autres
- Médaille d'or aux Jeux méditerranéens de 2005